# Cité Odiot
Cité Odiot är en enskild gata i Quartier du Faubourg-du-Roule i Paris åttonde arrondissement. Gatan är uppkallad efter den franske silversmeden Jean-Baptiste-Claude Odiot (1763–1850), som verkade under nyklassicismen. Cité Odiot börjar vid Rue de Berri 15A och slutar vid Rue Washington 26 och 34.

## Omgivningar
- Saint-Philippe-du-Roule
- Cathédrale Saint-Alexandre-Nevsky
- Jardin de l'Hôtel-Salomon-de-Rothschild
- Place Georges-Guillaumin

## Bilder
| - Gatuskylt. |

| - Saint-Philippe-du-Roule. - Jardin de l'Hôtel-Salomon-de-Rothschild. |

## Kommunikationer
- Tunnelbana – linje  – George V
- Busshållplats George V – Paris bussnät

### Webbkällor
- ”Cité Odiot”. Mairie de Paris. https://web.archive.org/web/20150910071717/http://www.v2asp.paris.fr/commun/v2asp/v2/nomenclature_voies/Voieactu/6817.nom.htm. Läst 5 september 2022.
- ”Cité Odiot (8ème arrondissement)”. Les rues de Paris. https://web.archive.org/web/20160815170753/http://www.parisrues.com/rues08/paris-08-cite-odiot.html. Läst 5 september 2022.